# 서울삼광초등학교
서울삼광초등학교는 대한민국 서울특별시 용산구 후암동에 있는 공립 초등학교이다.

## 학교 연혁
- 1919년 4월 1일 경성삼판공립심상소학교로 개교
- 1941년 4월 1일 경성삼판공립국민학교로 개칭
- 1945년 9월 22일 일본인으로부터 학교 인수
- 1945년 11월 1일 서울삼광국민학교로 교명 변경
- 1995년 11월 1일 제50주년 개교기념일
- 1996년 3월 1일 서울삼광초등학교로 개칭
- 2002년 5월 22일 교육정보실 설치
- 2004년 5월 12일 정보화센터 및 다목적강당 개관식
- 2007년 7월 15일 다목적 영어교실 완공
- 2020년 2월 13일 제75회 졸업식(누계 27418명)
- 2020년 3월 1일 22학급(특수 1) 편성
- 2020년 3월 1일 제23대 황우열 교장 취임
- 2025년 11월 1일 개교 80주년

## 학교 상징
- 교화(校花) - 등꽃 : 진취적인 기상과 심미적인 정서
- 교목(校木) - 등나무 : 더불어 사는 지혜의 상징

## 참고 자료
- 서울삼광초등학교 - 한국교육학술정보원 학교알리미